# August Rudberg
August Rudberg, född 1 januari 1842 i Gärdhems socken, död 18 januari 1912 i Mariestad, var en svensk präst, etnolog och botaniker. I sitt äktenskap med Helena Odström blev han far till fem söner, bland dem Gunnar och Yngve Rudberg.
August Rudberg var son till hemmansägaren Erik Andersson. Efter mogenhetsexamen i Skara 1867 började han samma år studera botanik vid Uppsala universitet men övergick snart till teologi och avlade 1871 teoretisk samt 1872 praktisk teologisk examen. Han prästvigdes i Skara 1872 och tjänstgjorde därefter i olika pastorat, bland annat i Mariestad, där han 1873–1874 även var vice kollega vid läroverket. 1878 utnämndes han till komminister i Björsäters församling, Skara stift, och 1888 blev han kyrkoherde i samma församling, varutöver han 1901–1909 var kontraktsprost i Kinna kontrakt. Rudberg bedrev grundliga studier i västgötsk topografi, folkloristik och botanik. Särskilt samlade han ett rikt material om ödekyrkor i Skara stift, varav en sammanfattning publicerades i Skara stifts julbok 1911. Bland hans övriga skrifter märks broschyrerna Träden i folktro och folksed (1908) och Något om kristna kyrkans symboliska bilder (1908) samt ett botaniskt arbete, Förteckning öfver Västergötlands fanerogamer och kärlkryptogamer (1902), som var den första västgötafloran. Dessutom publicerade han ett flertal uppsatser i Västergötlands fornminnesförenings tidskrift. Rudbergs otryckta manuskript överlämnades efter hans död till Skara stiftsbibliotek och ett betydande kryptogamherbarium till Skara läroverk.